# Wacław Nałkowski
Wacław Piotr Nałkowski, ps. „Przewłocki”, „Nerwowy” (ur. 19 listopada 1851 w Nowodworze (dawny powiat garwoliński), zm. 29 stycznia 1911 w Warszawie) – polski geograf, pedagog, publicysta i działacz społeczny. Twórca teorii nieokreśloności terytorium Polski. Ojciec Zofii Nałkowskiej i Hanny Nałkowskiej.

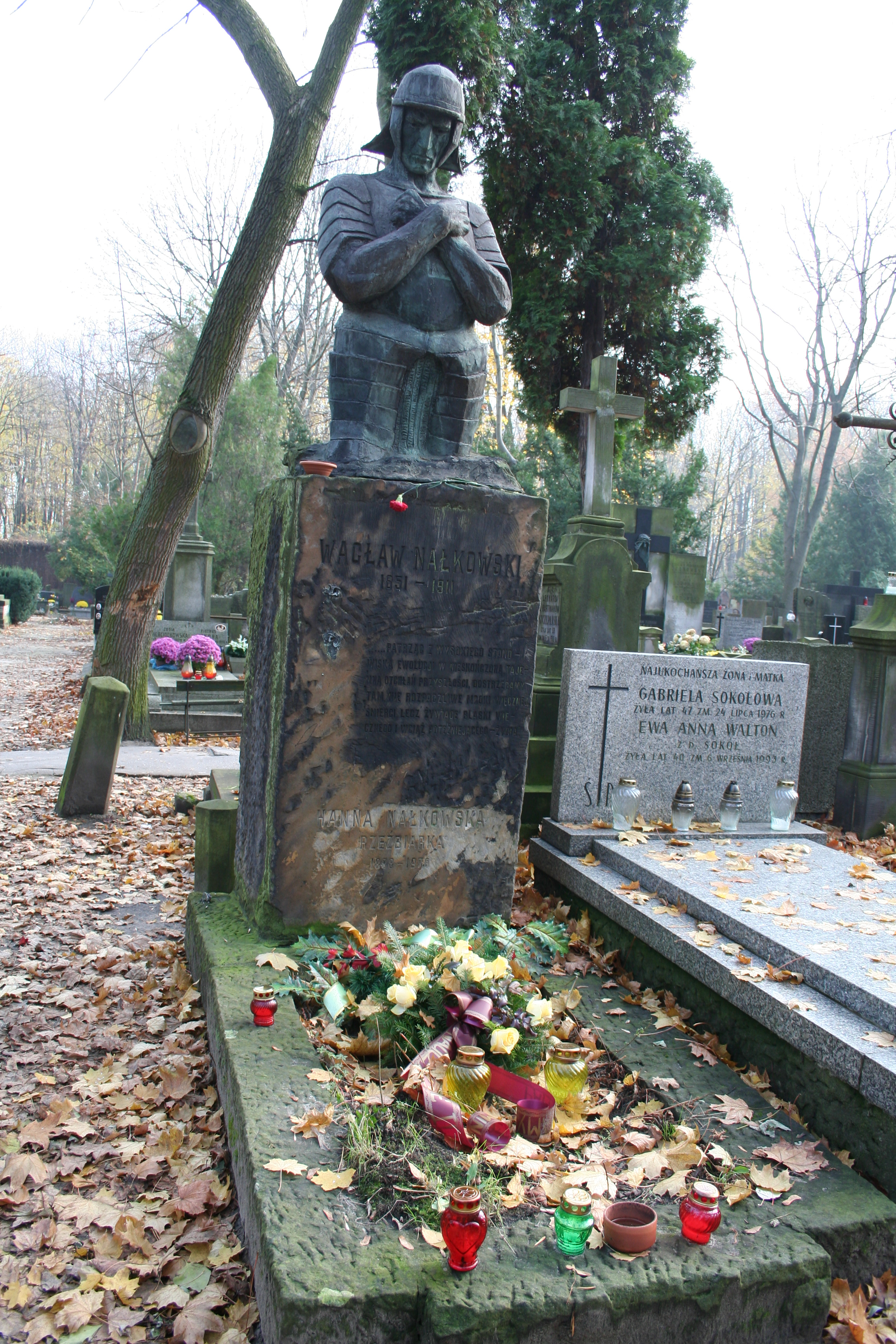
Grób Wacława Nałkowskiego i jego córki Hanny

## Życiorys
Był jedynym dzieckiem Michała Dionizego Jana Nałkowskiego i Celiny z Rudnickich. Dzieciństwo spędził na Lubelszczyźnie w folwarkach, które dzierżawili jego rodzice. W 1871 roku Nałkowscy przeprowadzili się do Lublina, gdzie ojciec Wacława otrzymał posadę urzędnika, a jego syn rozpoczął naukę w lubelskim gimnazjum. Gdy był w drugiej klasie, zmuszony ciężką sytuacją materialną rodziny, udzielał korepetycji młodszym kolegom, zarabiając w ten sposób więcej niż ojciec. Pomimo to rodzina żyła w nędzy, co przyczyniło się do tego, że młody Wacław często podupadał na zdrowiu. Mimo to każdą klasę gimnazjum kończył z nagrodą. Już wtedy wykazywał zainteresowanie geografią i matematyką. 18 czerwca 1871 ukończył gimnazjum ze złotym medalem.

### Nauka
W 1871 rozpoczął studia na Wydziale Filozoficznym Uniwersytetu Jagiellońskiego. Tydzień po jego wyjeździe na studia zmarła nagle jego matka, a dwa miesiące po niej ojciec. Z powodu braku funduszy na podróż, Nałkowski nie był obecny na pogrzebach rodziców. Pogrążony w rozpaczy ratował się, rzucając się w wir pracy, jednak warunki, w jakich egzystował, graniczyły z nędzą (często głodował i marzł w nieogrzewanym pokoju), co ponownie przyczyniło się do osłabienia jego zdrowia. Przerwał studia w Krakowie i po rocznym studiowaniu w Instytucie Inżynierii Komunikacji w Petersburgu wrócił by podjąć je na nowo.
W 1875 roku opracował podręcznik geografii fizycznej, który jednak nie został wydany z powodu bankructwa wydawnictwa.
W 1880 przeniósł się do Warszawy, a w 1882 otrzymał dokumenty uprawniające go do prywatnego nauczania geografii w zaborze rosyjskim. Od tego czasu aż do śmierci zarabiał jako nauczyciel geografii.
W 1885 uzyskał roczne stypendium Kasy im. Mianowskiego, co pozwoliło mu rozpocząć pisanie pracy doktorskiej na Uniwersytecie w Lipsku. Z powodu kłopotów finansowych Nałkowski nie ukończył tych studiów. Po powrocie do Warszawy kontynuował nauczanie geografii na pensjach żeńskich, na kursach i kompletach, a także na tajnym Uniwersytecie Latającym a od 1905 w Towarzystwie Kursów Naukowych.
W 1903 roku Nałkowski odbył swą jedyną zagraniczną podróż naukową do Austrii, Szwajcarii, Francji i Włoch w celu zaznajomienia się z lodowcami, wulkanami i zjawiskami krasowymi. Z powodu trudnej sytuacji finansowej nie mógł pozwolić sobie na dalsze podróżowanie.
Jako entuzjasta geografii, Nałkowski podkreślał konieczność powstania Polskiego Towarzystwa Geograficznego.

### Pisarz, publicysta
Lata 80. XIX wieku to dla Nałkowskiego również czas pisania wielu prac z zakresu geografii. Szereg pozycji napisanych przez niego było rzetelnym wkładem do literatury tematu i często przez dziesięciolecia służyły one jako podręczniki (np. Gieografja Fizyczna). Z kolei w latach 90. XIX wieku pod wspólną redakcją Wacława Nałkowskiego i Andrzeja Świętochowskiego powstał największy do dziś polski atlas (Wielki atlas geograficzny).
Wacław Nałkowski pisał także artykuły, recenzje i polemiki drukowane między innymi w „Głosie”, „Ateneum”, „Przeglądzie Pedagogicznym”, „Prawdzie”, „Niwie”. Podejmował tematykę współczesnych sporów ideologicznych takich jak prawa kobiet, darwinizm, klerykalizm, postęp-wstecznictwo, proletariat i reakcja społeczna.
Na łamach „Kurjera Warszawskiego” i „Głosu” odbywała się jego polemika z Sienkiewiczem, bowiem Nałkowski odnosił się krytycznie do ideologii przedstawionej w Rodzinie Połanieckich.
Nałkowski opracował łącznie ponad 450 pozycji naukowych i publicystycznych.
Był członkiem Zarządu utworzonego w 1906 roku w Królestwie Kongresowym Towarzystwa Kultury Polskiej.

### Życie prywatne i śmierć
W 1881 roku poślubił Annę Šafránek, z którą miał trzy córki: Celinę (zmarła w niemowlęctwie), Zofię i Hannę. Nałkowscy mieszkali w Warszawie, natomiast w 1895 roku kupili na raty kawałek nieurodzajnej ziemi w Wołominie, na której postawili drewniany dom. Służył on jako ich letnia siedziba. Obecnie znajduje się tam muzeum poświęcone Wacławowi i Zofii Nałkowskim.

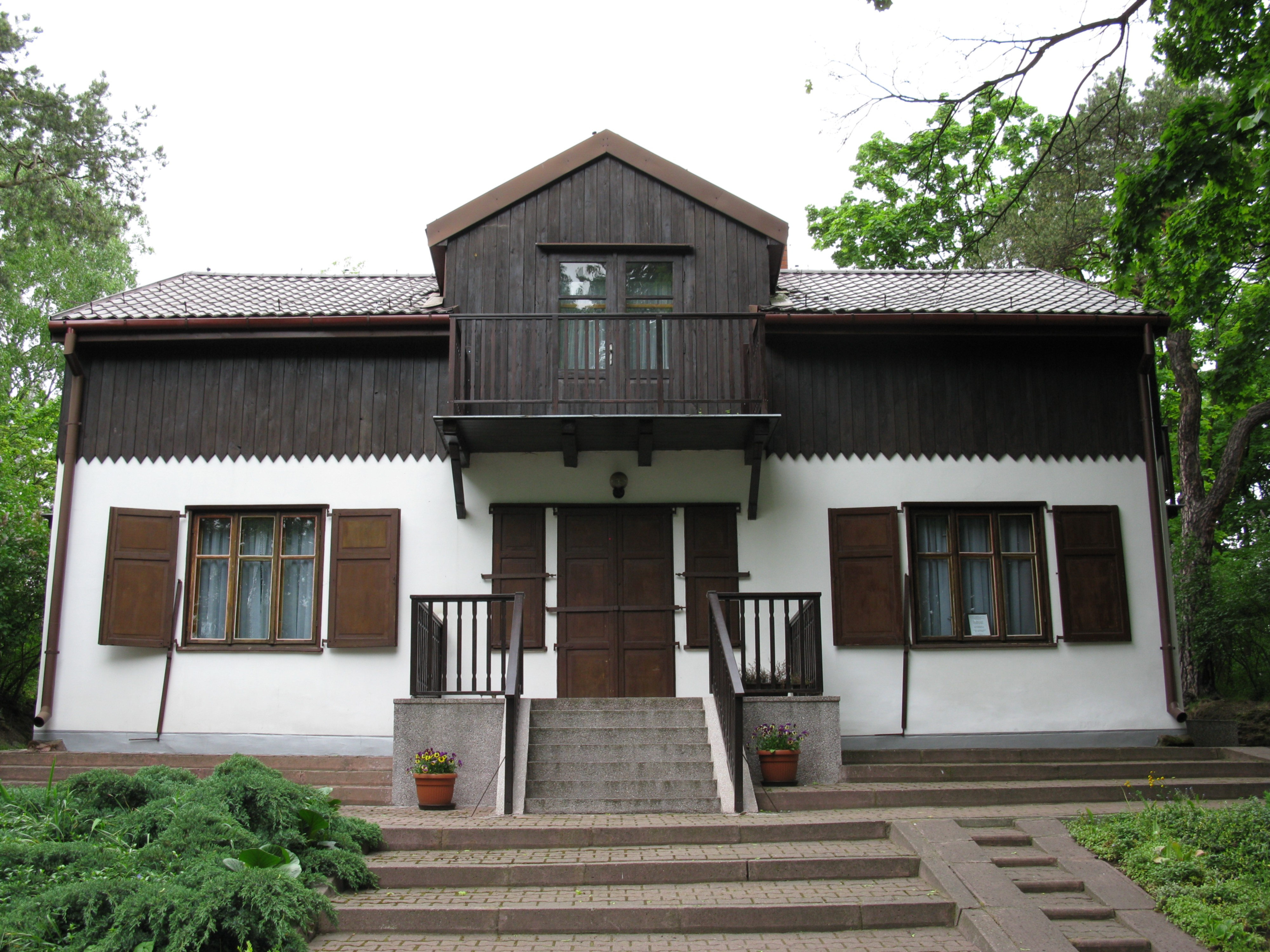
Dom nad Łąkami w Wołominie

Wacław Nałkowski zmarł nagle na udar mózgu w 1911 roku. Jego pogrzeb stał się manifestacją całej postępowej Warszawy.
Spoczywa na cmentarzu Powązkowskim w Warszawie (kw. 219-II-1). Autorką rzeźby Bojownik (1926) na pomniku Nałkowskiego jest jego córka, Hanna Nałkowska. Rzeźba nawiązuje do poematu Nałkowskiego pod tytułem Bojownik. Pomnik ten odsłonięto w 15. rocznicę śmierci geografa, staraniem Polskiego Towarzystwa Geograficznego.

## Publikacje (wybór)

### Publikacje naukowe
- Polska, 1887 (pierwsza synteza geograficzna Polski)
- Zarys geografii powszechnej, rozumowej, 1887 (pierwszy polski podręcznik nie tylko opisujący, ale i wyjaśniający zjawiska ziemskie)
- Zarys geografii powszechnej, poglądowej, 1895
- Wielki atlas geograficzny (współautor), 1895-1906
- Ziemia i człowiek. Szkice i studia geograficzne, 1901
- Gieografja Fizyczna, 1904 (przez wiele dziesięcioleci był to jedyny w Polsce, opracowany na wyższym poziomie, nowoczesny podręcznik z tego zakresu)
- Dookoła Alp[5], 1904 (książka wydana po odbyciu jedynej naukowej podróży zagranicznej)
- Zarys metodyki geografii, 1908
- Gieografja Malownicza 1. Australja (z Polinezja), 1902
- Gieografja Malownicza 2. Ameryka Południowa, 1909
- Gieografja Malownicza 3. Ameryka Północna, 1909
- Gieografja Malownicza 4. Afryka, 1909
- Gieografja Malownicza 5. Azja, 1911
- Materjaly do Gieografji Ziem Dawnej Polski, 1913
- Metodyka do Gieografji, 1925
- Świat i Człowiek, 1908
- Zarys Gieografji Rozumowej (Gieologji), 1907
- Zarys metodyki geografii, Wydawnictwo M. Arcta, Poznań, 1920

### Publicystyka
- Szkice społeczne i literackie, 1876
- Forpoczta, 1895
- Jednostka i ogół: szkice i liryki psycho-społeczne[6], Kraków 1904
- Sienkiewicziana[7], 1904

## Upamiętnienie
Córka Zofia Nałkowska poświęciła mu zbiór wspomnień Mój ojciec.
W Lublinie (w dzielnicy Wrotków) upamiętniono jego nazwisko w nazwie spółdzielni mieszkaniowej (Spółdzielnia Mieszkaniowa im. Wacława i Zofii i Nałkowskich), w nazwie osiedla mieszkaniowego (Osiedle Nałkowskich) oraz jednej z ulic (ul. Nałkowskich).
W Wołominie – pod adresem ul. Wacława Nałkowskiego 17 – znajduje się Muzeum im. Zofii i Wacława Nałkowskich.
W Wołominie – pod adresem ul. M. Sasina 33 – znajduje się I Liceum Ogólnokształcące im. Wacława Nałkowskiego
W Nowodworze, w miejscu, gdzie znajdował się rodzinny dom Nałkowskich, znajduje się pamiątkowy pomnik. Zespół szkół ogólnokształcących w Nowodworze nosi imię Wacława Nałkowskiego.